# Ramanum Island
Ramanum Island är en ö i Mikronesiska federationen.   Den ligger i kommunen Ramanum Municipality och delstaten Chuuk, i den västra delen av landet, 700 km väster om huvudstaden Palikir. Arean är 0,80 kvadratkilometer.
Terrängen på Ramanum Island är platt. Den sträcker sig 0,9 kilometer i nord-sydlig riktning, och 1,5 kilometer i öst-västlig riktning.